# Tiantai
Tiantaizong (天台宗, Wade-Giles: T'ien T'ai Tsung) é uma das das escolas do Budismo na China, Coreia e Japão, também conhecida como a Escola do Lótus devido à sua ênfase no Sutra do Lótus.

## Ligações Externas
- Digital Dictionary of Buddhism[ligação inativa] (log in with userID "guest")
- Tendai Hokkê Ichijô-Ryu do Brasil - São Paulo - SP